# Шенжи
Шенжи́ (фр. Chennegy) — коммуна во Франции, находится в регионе Шампань — Арденны. Департамент — Об. Входит в состав кантона Эстиссак. Округ коммуны — Труа.
Код INSEE коммуны — 10096.
Коммуна расположена приблизительно в 135 км к юго-востоку от Парижа, в 90 км юго-западнее Шалон-ан-Шампани, в 19 км к юго-западу от Труа.

## Население
| Год  | Численность | Численность |
| ---- | ----------- | ----------- |
| 1968 | 352         | [ 7 ]       |
| 1975 | 341         | [ 7 ]       |
| 1982 | 368         | [ 7 ]       |
| 1990 | 392         | [ 7 ]       |
| 1999 | 398         | [ 7 ]       |
| 2006 | 460         | [ 7 ]       |
| 2011 | 442         | [ 7 ]       |
| 2013 | 432         |             |
| 2015 | 437         | [ 8 ]       |
| 2016 | 447         | [ 9 ]       |
| 2017 | 438         | [ 10 ]      |
| 2018 | 435         | [ 11 ]      |
| 2019 | 433         | [ 12 ]      |
| 2020 | 444         | [ 13 ]      |
| 2021 | 458         | [ 14 ]      |
| 2022 | 471         | [ 4 ]       |

## Администрация
| Период | Период | Фамилия       | Партия | Примечания |
| ------ | ------ | ------------- | ------ | ---------- |
| 1988   | 2002   | Жиль Дюбуа    |        |            |
| 2002   | 2014   | Пьер Дрокслер |        |            |

## Экономика
В 2007 году среди 298 человек в трудоспособном возрасте (15—64 лет) 203 были экономически активными, 95 — неактивными (показатель активности — 68,1 %, в 1999 году было 69,5 %). Из 203 активных работали 186 человек (105 мужчин и 81 женщина), безработных было 17 (9 мужчин и 8 женщин). Среди 95 неактивных 26 человек были учениками или студентами, 39 — пенсионерами, 30 были неактивными по другим причинам.

## Достопримечательности
- Церковь Сен-Мартен (XVI век). Памятник истории с 1990 года[16]
- Часовня Нотр-Дам-де-Эйе (XIX век)

## Фотогалерея

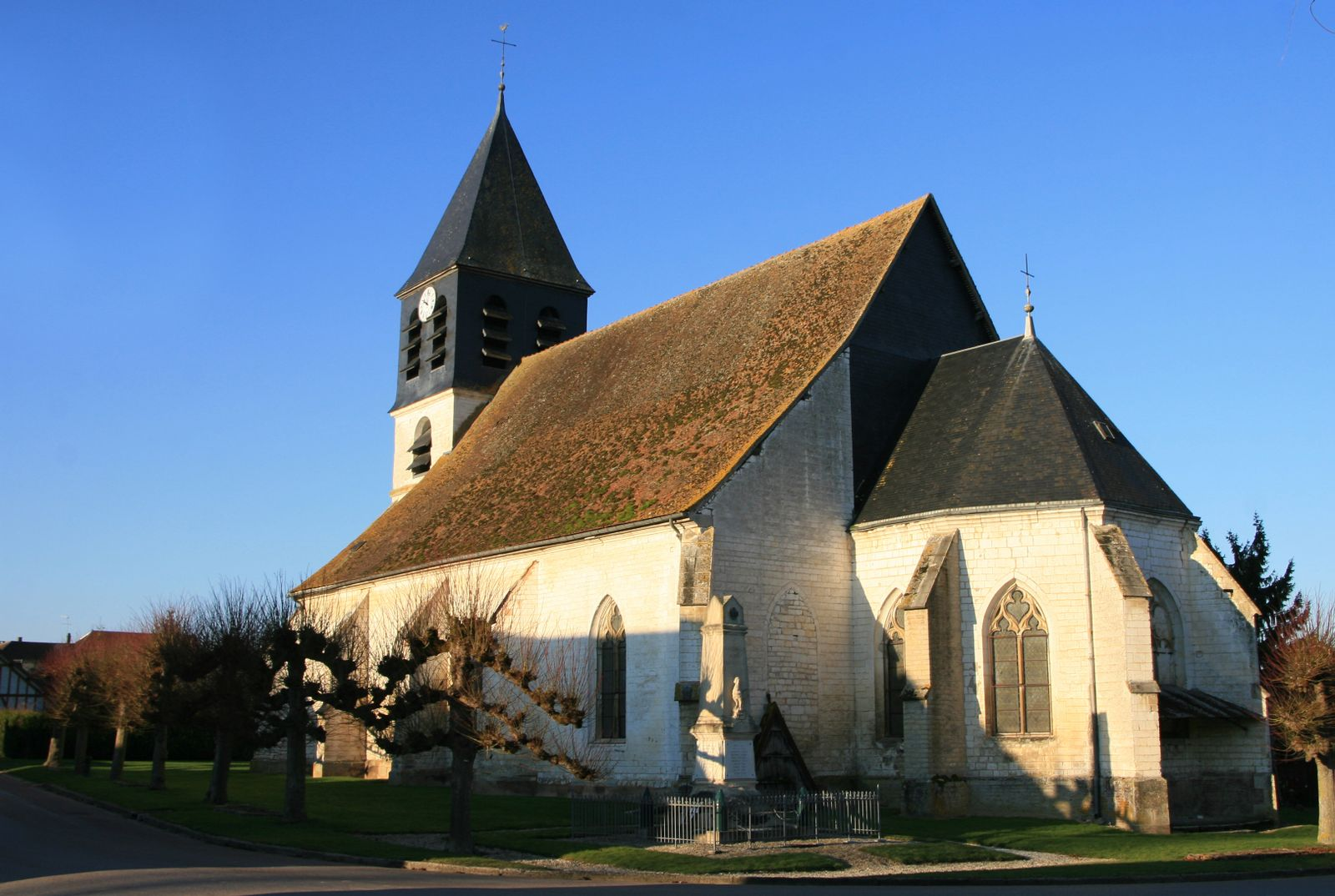
Церковь Сен-Мартен
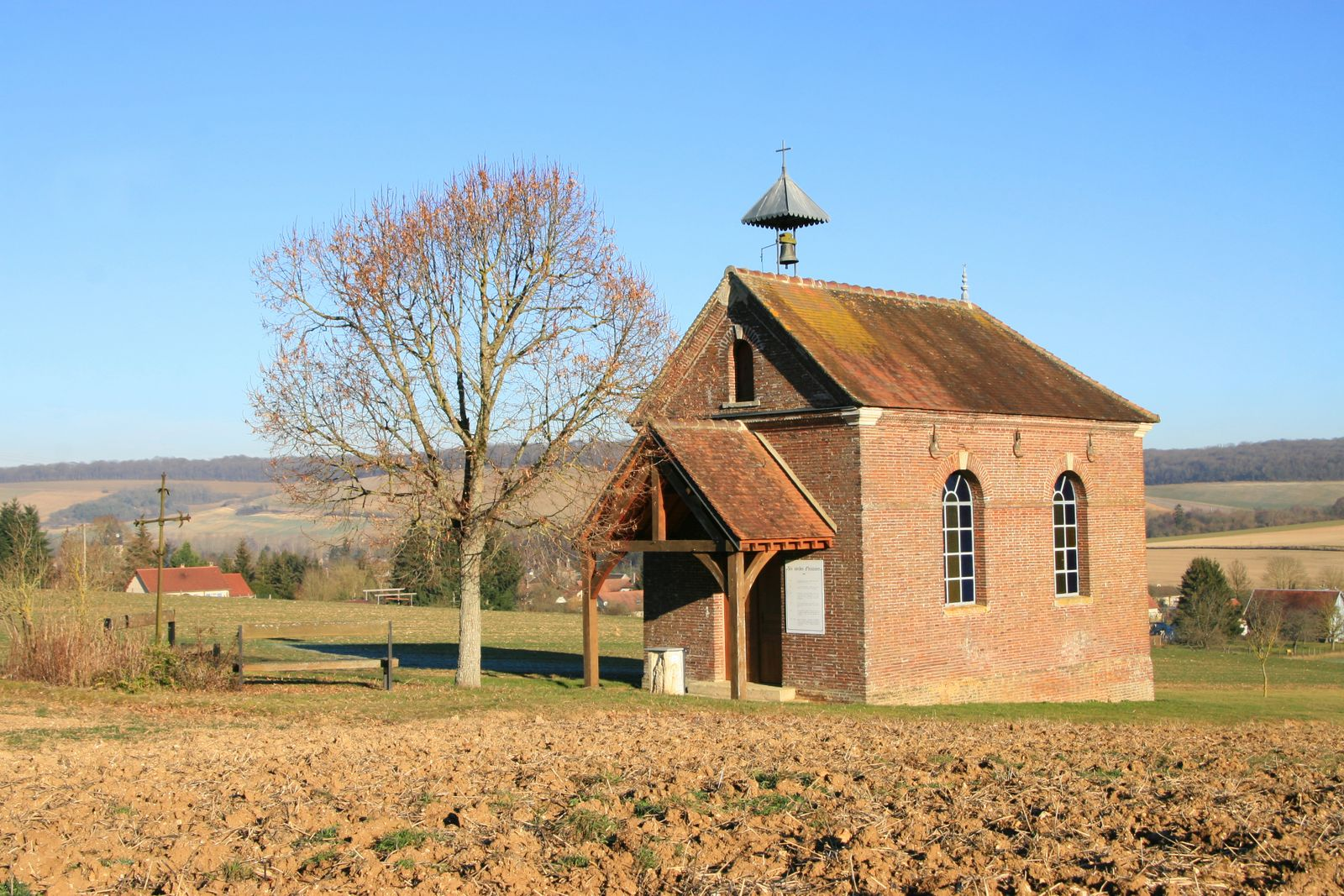
Часовня Нотр-Дам-де-Эйе
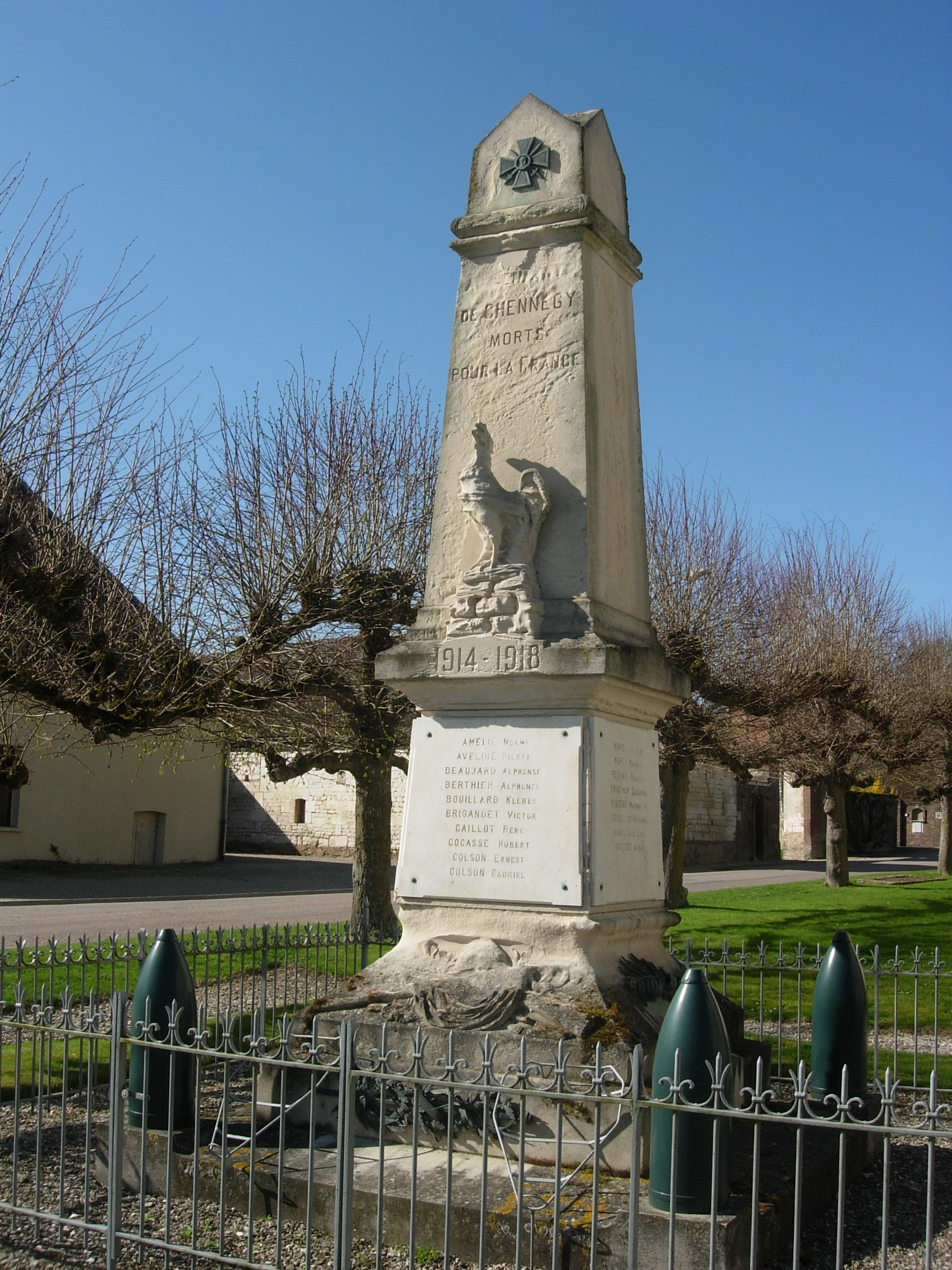
Военный мемориал